# خوسيه غارسيا (رسام)
خوسيه غارسيا (بالإسبانية: José García y Ramos)‏ (و. 1852 – 1912 م) هو رسام، ورسام توضيحي، ومصمم ملصقات ‏ إسباني، ولد في إشبيلية، توفي في إشبيلية، عن عمر يناهز 60 عاماً.

## التعليم
تعلم في Real Academia de Bellas Artes de Santa Isabel de Hungría ‏
.